# Segnitita
La segnitita és un mineral de la classe dels fosfats, que pertany al grup de la dussertita. Rep el nom en honor d'Edgar Ralph Segnit (Adelaida, Austràlia, 5 de setembre de 1923 - Melbourne, 13 de juliol de 1999), geòleg i gemmòleg a la divisió de química mineral de CSIRO a Melbourne, per les seves contribucions a la mineralogia australiana.

## Característiques
La segnitita és un arsenat de fórmula química PbFe₃3+(AsO₄)₂(OH,H₂O)₆. Va ser aprovada com a espècie vàlida per l'Associació Mineralògica Internacional l'any 1991. Cristal·litza en el sistema trigonal. La seva duresa a l'escala de Mohs és 4.
Segons la classificació de Nickel-Strunz, la segnitita pertany a «08.BL: Fosfats, etc. amb anions addicionals, sense H₂O, amb cations de mida mitjana i gran, (OH, etc.):RO₄ = 3:1» juntament amb els següents minerals: beudantita, corkita, hidalgoïta, hinsdalita, kemmlitzita, svanbergita, woodhouseïta, gal·lobeudantita, arsenogoyazita, arsenogorceixita, arsenocrandal·lita, benauita, crandal·lita, dussertita, eylettersita, gorceixita, goyazita, kintoreïta, philipsbornita, plumbogummita, springcreekita, arsenoflorencita-(La), arsenoflorencita-(Nd), arsenoflorencita-(Ce), florencita-(Ce), florencita-(La), florencita-(Nd), waylandita, zaïrita, arsenowaylandita, graulichita-(Ce), florencita-(Sm), viitaniemiïta i pattersonita.

## Formació i jaciments
Va ser descoberta a l'aflorament Kintore, a Broken Hill, dins el comtat de Yancowinna (Nova Gal·les del Sud, Austràlia). Tot i no tractar-se d'una espècie gens habitual, ha estat descrita en tots els continents del planeta a excepció de l'Antàrtida. Als territoris de parla catalana ha estat descrita a la mina l'Alforja, al municipi del mateix nom de la comarca del Baix Camp, i a la mina «Iris 18» d'Escornalbou, a Riudecanyes (Baix Camp), totes dues a la província de Tarragona.